# Echeandia michoacensis
Echeandia michoacensis là một loài thực vật có hoa trong họ Măng tây. Loài này được (Poelln.) Cruden mô tả khoa học đầu tiên năm 1993.